# This Shit is Genius
This Shit is Genius is een verzamelalbum van de Amerikaanse punkband Dillinger Four. Het bevat nummers die de band tussen 1995 en 1997 heeft geschreven.

## Nummers
1. "Shotgun Confessional"
2. "Unemployed"
3. "Smells Like OK Soda"
4. "One Trick Pony"
5. "Open and Shut"
6. "Sally MacLennane" (cover van The Pogues)
7. "I Coulda Been a Contender"
8. "Hi-Pro Glow"
9. "Two Cents"
10. "He's a Shithead (Yeah, Yeah)"
11. "Holy Shit"
12. "Bite the Curb, Bite the Curb"
13. "You're Not Blank" (cover van The Dils)
14. "Inquiring Minds (Should Read a Book)"